# Črnoplavuti tun
Črnoplavuti tun (znanstveno ime Thunnus atlanticus) je najmanjša vrsta tunov iz družine Scombridae.

## Opis
Črnoplavuti tun zraste največ do 100 cm in doseže največ okoli 21 kg. Oblika telesa teh rib je podobna obliki ragbijske žoge. Po hrbtu so črne barve, ki v bokih prehaja v rumenkasto. Konice plavuti so prav tako rumenkaste barve.
Črnoplavuti tun ni tako izrazita roparica kot so njegovi večji sorodniki. Po večini se ta vrsta prehranjuje z ličinkami rakov ter ribjim zarodom. V manjšem obsegu se hrani tudi z manjšimi ribami in lignji. Črnoplavuti tun je hitro rastoča riba, ki nima dolge življenjske dobe. Povprečno dočakajo okoli 5 let, v drugem letu starosti pa so spolno dozoreli, drstijo pa se na odprtem morju v poletnem času.

## Razširjenost in uporabnost
Črnoplavuti tun je razširjen samo na zahodnem delu Atlantskega oceana med Cape Codom in Brazilijo.
Gospodarsko ne predstavlja tako pomembne vrste kot njeni večji sorodniki, pa tudi za športni ribolov zaradi svoje narave prehranjevanja ni tako zanimiva, kar pa nadomesti z izjemno popadljivostjo. Črnoplavuti tuni imajo najraje  vodo s temperaturo okoli 20 °C.